# Sheppardia aequatorialis
A Sheppardia aequatorialis a madarak (Aves) osztályának verébalakúak (Passeriformes) rendjéhez, ezen belül a légykapófélék (Muscicapidae) családjához tartozó faj.

## Rendszerezése
A fajt Frederick John Jackson angol kutató és ornitológus írta le 1906-ban, a Callene nembe Callene aequatorialis néven.

## Alfajai
- Sheppardia aequatorialis acholiensis Macdonald, 1940
- Sheppardia aequatorialis aequatorialis (Jackson, 1906)[2]

## Előfordulása
Afrika középső, keleti részén, Burundi, Dél-Szudán, Kenya, a Kongói Demokratikus Köztársaság, Ruanda, Szudán és Uganda területén honos. Természetes élőhelyei a szubtrópusi és trópusi hegyi esőerdők és magaslati cserjések. Állandó, nem vonuló faj.

## Megjelenése
Testhossza 13 centiméter, testtömege 12-18 gramm.

## Természetvédelmi helyzete
Az elterjedési területe nagyon nagy, egyedszáma ugyan csökken, de még nem éri el a kritikus szintet. A Természetvédelmi Világszövetség Vörös listáján nem fenyegetett fajként szerepel.